# L·林·伍德
小卢锡安·林肯·“林”·伍德（英語：Lucian Lincoln “Lin” Wood Jr.，1952年10月19日—），是一名美国律師。他接過許多社會影響巨大的案子，譬如擔任百年奥林匹克公园爆炸案中被诬告的保安李察·朱威爾的律師以及替17歲高中生尼克·山德曼（Nicholas Sandmann）訴訟華盛頓郵報誹謗，最終獲得高額庭外和解。2020年美國總統選舉期間擔任特朗普的競選律師。
伍德律師權衡2023年各州正在對他律師執照的紀律處分程序，在2023年7月5日選擇將執業律師狀態改為退休並已經生效，也因此避免可能的紀律處分程序。